# Масерија дел Понте (Беневенто)
Масерија дел Понте је насеље у Италији у округу Беневенто, региону Кампанија.
Према процени из 2011. у насељу је живело 38 становника. Насеље се налази на надморској висини од 211 м.